# Armando Camaleón
Armando Camaleón es un álbum de estudio del grupo musical argentino Los Tipitos, editado en el año 2004. Este disco fue un completo éxito comercial en la Argentina, y también tuvo repercusión en otros países. El video musical de su sencillo «Brujería» consiguió difusión en la cadena MTV, al igual que «Algo», «Campanas en la noche» y «Silencio».
Del disco se desprenden los exitosos sencillos «Algo», «Campanas en la noche», «Brujería» y «Silencio».
Cuenta también con la participación del reconocido músico argentino León Gieco, en la canción «Sólo figuras».

## Lista de canciones
| N.º | Título                          | Escritor(es)                           | Duración |  |
| 1.  | «Campanas en la noche»          | W. Piancioli                           | 3:57     |  |
| 2.  | «Brujería»                      | W. Piancioli                           | 3:00     |  |
| 3.  | «En el cielo»                   | R. Ruffino                             | 2:45     |  |
| 4.  | «Sábados blancos»               | W. Piancioli                           | 4:59     |  |
| 5.  | «Algo»                          | R. Ruffino                             | 3:20     |  |
| 6.  | «Silencio»                      | W. Piancioli · R. Ruffino · F. Bugallo | 4:49     |  |
| 7.  | «Por qué»                       | R. Ruffino                             | 4:06     |  |
| 8.  | «Mil intentos»                  | R. Ruffino                             | 3:30     |  |
| 9.  | «Sólo figuras» (con León Gieco) | W. Piancioli                           | 2:56     |  |
| 10. | «Para entender»                 | R. Ruffino                             | 2:59     |  |
| 11. | «Habla conmigo»                 | R. Ruffino                             | 4:18     |  |
| 12. | «Camaleón»                      | W. Piancioli · R. Ruffino · F. Bugallo | 5:25     |  |

## Créditos
- Producción artística: Pablo Guyot.
- Ingeniero de grabación y mezcla: F. Rodríguez.
- Producción de baterías: "Bolsa" González.
- Asistentes de grabación: Guillermo Mandrafina y Tole López Naguil.
- Asistente de mezcla: Marcelo Mascetti.
- Grabado en: Estudios El Pie y en el estudio de Tole.
- Mezclado en: El Pie.
- Masterizado en: Mister Master, por Andrés Mayo.
- Asistentes: Facunto Friol, Manuel Paz y Martín Chiervo.[3]